# ディア・アンド・カンパニー

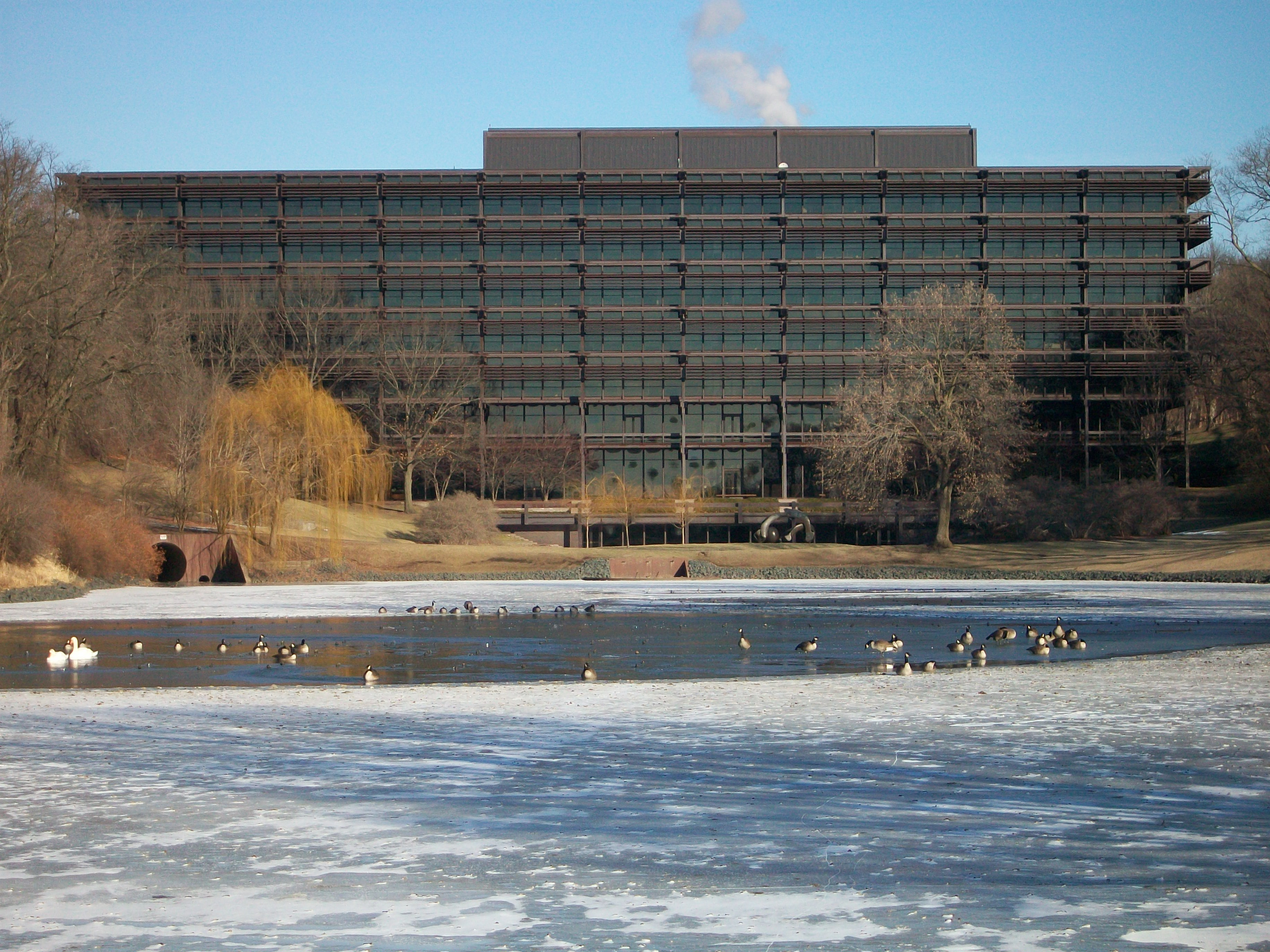
ディア・アンド・カンパニー本社

ディア・アンド・カンパニー（英語: Deere & Company）は、アメリカ合衆国イリノイ州モリーン市（アイオワ州ダベンポート郊外）に本社を置く農業機械、および建設機械のメーカー。1837年に創設。
世界最大の農業機械メーカーである。社名より創業者の名を冠したブランド名であるジョン・ディア (John Deere) がよく知られており、緑色の機体色に映える黄色のホイールと鹿のエンブレムがブランドアイコンとなっている。
日本国内においても、ニューホランド、マッセイ・ファーガソンと並ぶ、著名な輸入農機メーカーとして知名度が高い。